# Viktor Deni
Viktor Nikolaevich Denisov (en ruso: Виктор Николаевич Денисов, 8 de marzo de 1893-3 de agosto de 1946), más conocido por el seudónimo abreviado de Viktor Deni, fue un satírico, caricaturista y cartelista ruso. Deni fue uno de los principales artistas de carteles de agitprop del período bolchevique (1917-1921).

## Biografía

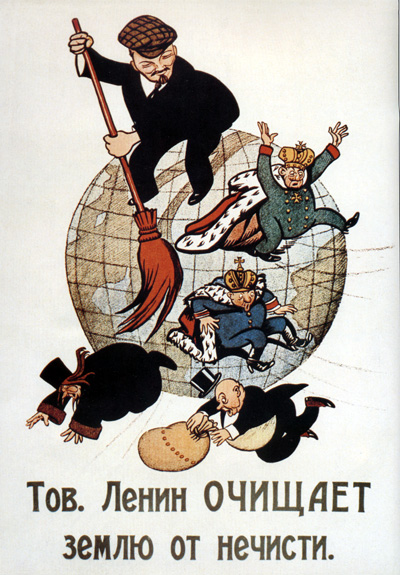
El camarada Lenin limpia la Tierra de escoria, 1920.

Nacido en Moscú en 1893, Denisov luego acortó su apellido a Deni. Deni se mudó a San Petersburgo en 1913, donde se estableció como un caricaturista exitoso; sus caricaturas aparecieron en varias revistas satíricas ilustradas. Después de la Revolución de Octubre, Deni trabajó para Litizdat (la editorial estatal), una agencia fundada en junio de 1919 para coordinar los diversos centros editoriales en nombre de los bolcheviques. Produjo cerca de 50 carteles políticos durante la Guerra Civil Rusa, incluidos algunos de sus trabajos satíricos más conocidos. Se convirtió en uno de los principales artistas de carteles de agitprop del período bolchevique. Posteriormente, Deni se centró en la producción de caricaturas para periódicos que abordaban cuestiones de política exterior. Durante la guerra germano-soviética (Segunda Guerra Mundial), volvió al medio del cartel político junto con varios otros destacados artistas de carteles de la Guerra Civil como Mikhail Cheremnykh y Dmitry Moor.